# Полотенцесушитель

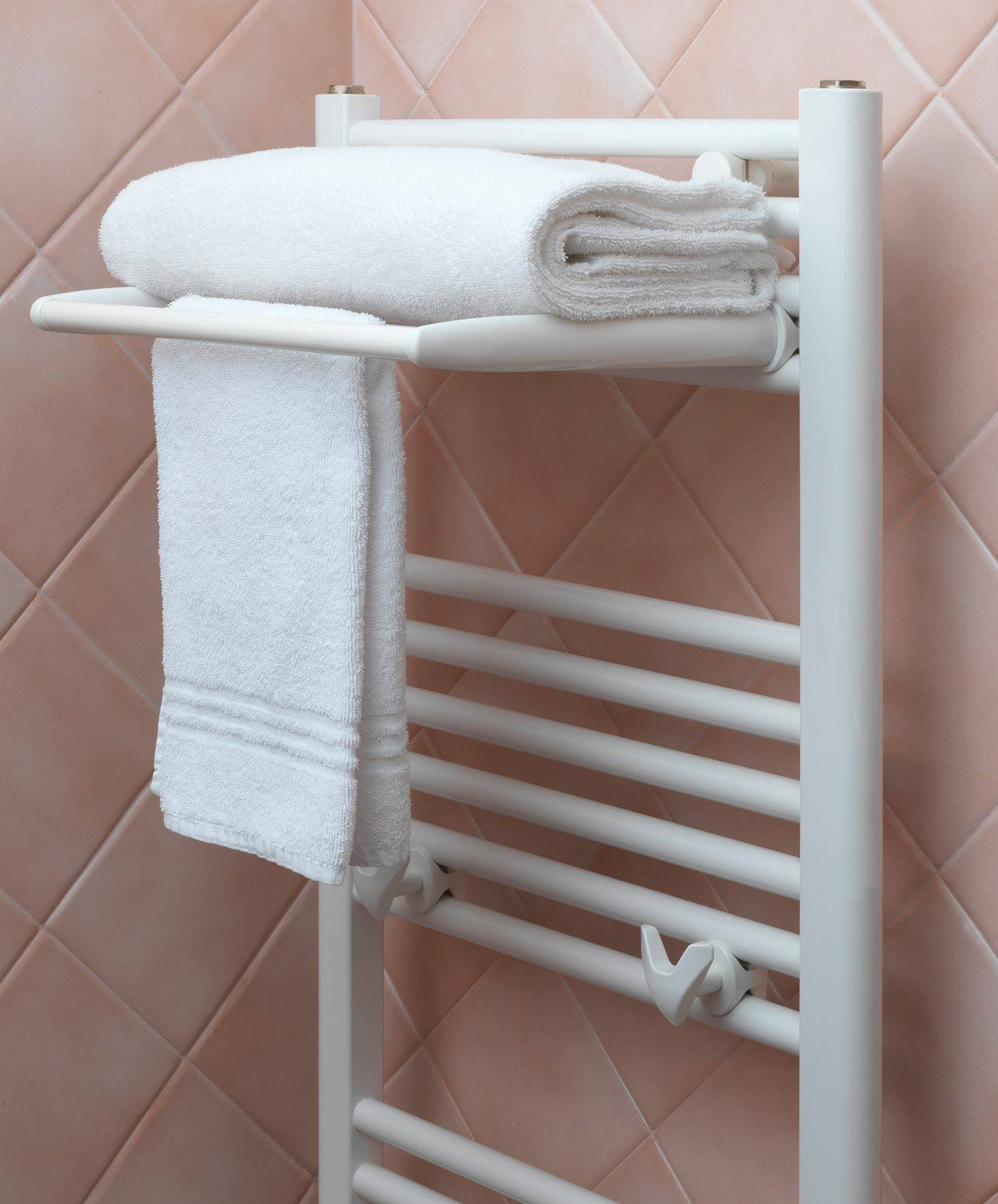
Полотенцесушитель в форме лестницы в ванной комнате

Полотенцесуши́тель — прибор или устройство, назначением которого является сушка полотенец в ванной комнате, отопление и сушка самого помещения ванной комнаты.

## Устройство

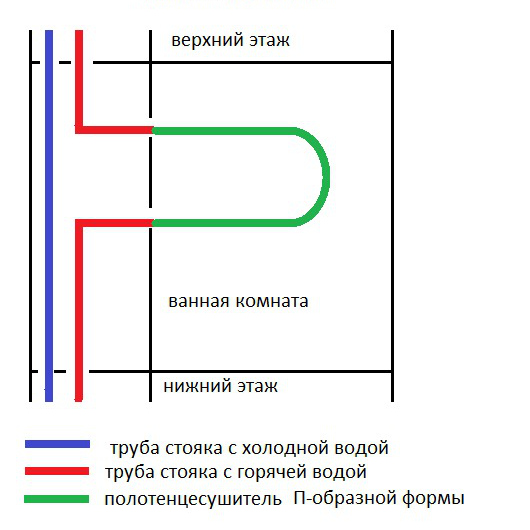
Одна из возможных схем подключения полотенцесушителя U-образной формы в многоэтажном доме

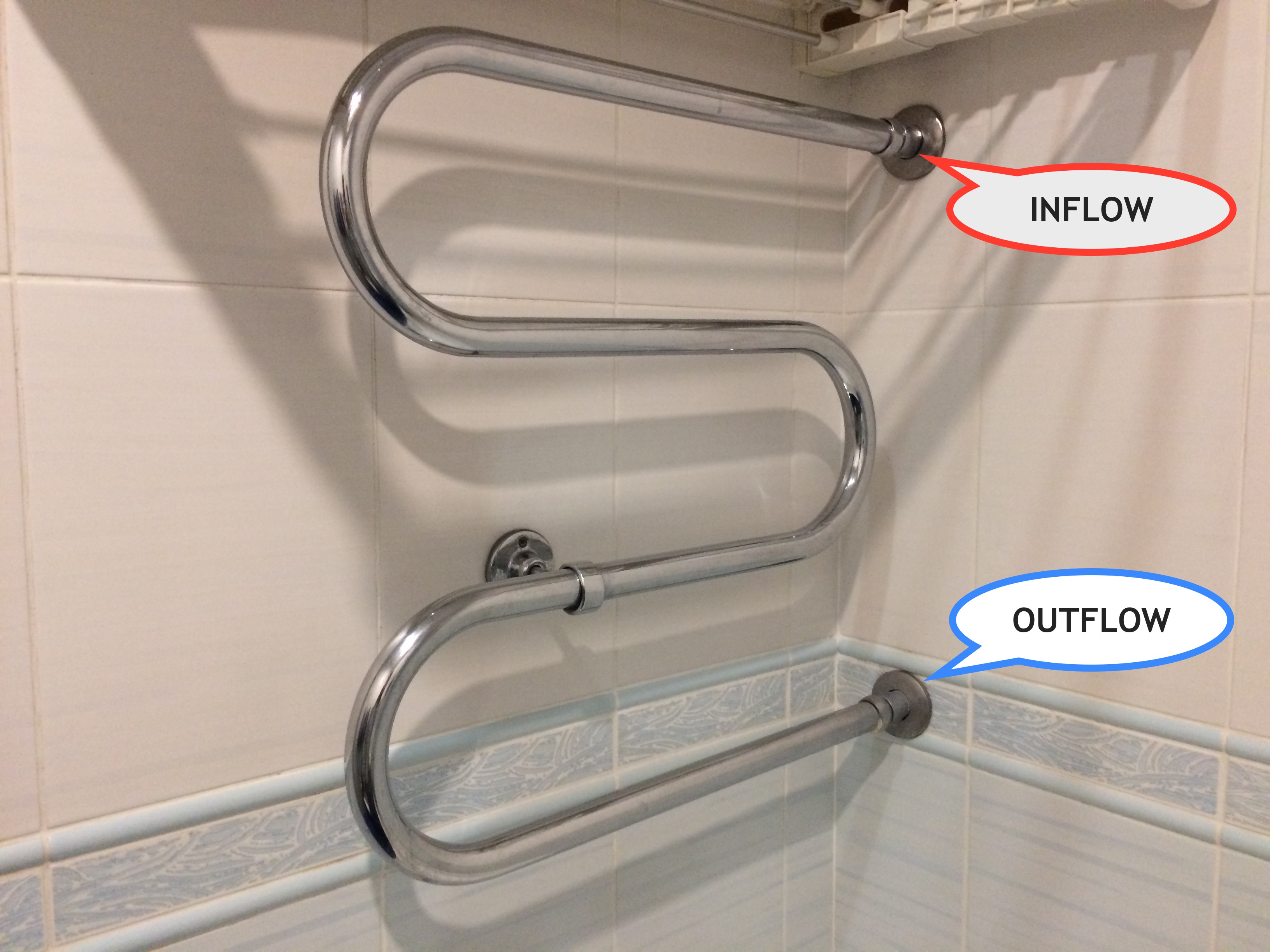
Змеевик полотенцесушителя М-образной формы

Полотенцесушители бывают двух видов: водяные и электрические. Внутри водяного полотенцесушителя циркулирует теплоноситель — горячая водопроводная вода. В городских многоэтажных домах водяные полотенцесушители подключаются к центральной системе горячего водоснабжения. В некоторых случаях, в том числе когда дом оборудован только системой холодного водоснабжения, полотенцесушители подключают к системе отопления.
Стояк с горячей водой в многоэтажных домах устроен следующим образом: труба с горячей водой с нижнего этажа входит в квартиру (обычно в сантехническом шкафу), здесь труба стояка делает изгиб под девяносто градусов и входит в ванную комнату; в ванной комнате непосредственно к трубе стояка подключена нижняя труба полотенцесушителя; верхняя труба полотенцесушителя подключена к трубе стояка, труба стояка делает изгиб под девяносто градусов и уходит в квартиру верхнего этажа. Получается — сам полотенцесушитель в каждой квартире является продолжением трубы стояка с горячей водой, частью её; диаметр трубы стояка с горячей водой в каждом многоэтажном доме рассчитан для нормального обеспечения водоснабжения в квартирах, по этой причине диаметр трубы полотенцесушителя не должен быть меньше, чем диаметр трубы стояка с горячей водой, в противном случае будет нарушена система горячего водоснабжения во всём многоэтажном доме.
Дополнительным использованием полотенцесушителя является сушка на нём одежды небольшого размера: носков, трусов, лифчиков, носовых платков, тряпочек и т. п.
В СССР производили два типа полотенцесушителей для многоэтажных домов: 1). П-образной формы [U-образной формы] («калач») и 2). М-образной формы. Оба типа полотенцесушителя изготавливали из толстостенной оцинкованной стальной трубы. В постсоветское время в России стали производить полотенцесушители для многоэтажных домов, выполненные из нержавеющей стали. Для частных домов существует бо́льшее разнообразие форм полотенцесушителей.
Электрический полотенцесушитель является прибором, в котором теплоносителем может быть не только вода, но и другая жидкость (например, масло), которая нагревается при помощи ТЭНа. Если стандартный полотенцесушитель в многоэтажном доме имеет непрерывное действие из-за непрерывного обеспечения квартир горячей водой (кроме времени отключения горячей воды), то электрический полотенцесушитель является прибором, снабжённым выключателем.
Установка полотенцесушителя требует выполнения определённых правил.

## Виды полотенцесушителей
Полотенцесушители разделяют по типу теплоносителя и размерным форматам. В первом случае определяется, какой вид энергии участвует в образовании тепла. Во втором случае определяются конструктивные особенности модели, в каком положении её можно подключить в зависимости от архитектурных особенностей.

### По типу теплоносителя
- Водяной. Подключается к системе горячего отопления и использует воду как способ передачи тепла в помещение.
- Электрический. Для нагрева теплоносителя используется электричество, что позволяет его сделать независимым от центрального отопления и наличия воды. Отличается повышенным потреблением энергии.
- Комбинированный. Имеет возможность использовать как электричество, так и воду в качестве теплоносителя.

### По размерным форматам
- Горизонтальные. Отличаются большой шириной и часто используются для установки под окнами.
- Вертикальные. Стандартная форма полотенцесушителя, зачастую ширина подобной модели не превышает 700 мм.

### По материалам изготовления
- Керамические. Высококачественный материал с большими показателями теплоотдачи, но крайне ограничен в дизайнерских решениях и дорогостоящий. Зачастую керамические полотенцесушители используются как элемент роскоши и престижа.
- Медные. Медь имеет высокую теплоотдачу, но довольно ограничена во внешнем виде. Используется в винтажных интерьерах.
- Алюминиевые. Уступают керамическим и медным в теплоотдаче, но за счет покраски и пластичности имеют множество дизайнерских вариаций.
- Стальные. Менее качественная альтернатива алюминиевым полотенцесушителям, но дешевле в изготовлении.